# Beijinga utila
Beijinga utila är en fjärilsart som beskrevs av Yang 1977. Beijinga utila ingår i släktet Beijinga och familjen signalmalar. Inga underarter finns listade i Catalogue of Life.